# Bayleyita
La bayleyita és un mineral de la classe dels carbonats. Anomenat per William Shirley Bayley (1861-1943), mineralogista i geòleg americà. Va ser observat i recollit prèviament pel geòleg americà Charles Alfred Anderson de la zona d'oxidació de la mina Hillside (Arizona, EUA), i va ser descrit com a nou mineral per Axelrod et al., 1951.

## Característiques
La bayleyita és un carbonat de fórmula química Mg₂(UO₂)(CO₃)₃(H₂O)₁₂·6H₂O. Cristal·litza en el sistema monoclínic. Quan es mostreja el mineral i s'emmagatzema en una atmosfera més seca, s'acaba convertint en pols groga. És soluble en aigua.

## Formació i jaciments
Generalment el mineral es troba en forma de crostes o eflorescències que recobreixen guix o esquists micàcis; generalment es forma com a cobertora de parets després de l'explotació de la mina. La bayleyita sol trobar-se associada a swartzita, schröckingerita, guix i andersonita. S'ha descrit a tots els continents tret d'Àsia i Oceania. A Catalunya s'ha descrit a la mina Eureka, al municipi de la Torre de Capdella (Pallars Jussà), en un context d'impregnacions de coure i urani en conglomerats i gresos permico-triàssics (Bundsandstein); actualment la mina resta abandonada.